# Srednji Vrh, Dobrova-Polhov Gradec
Srednji Vrh este o localitate din comuna Dobrova-Polhov Gradec, Slovenia, cu o populație de 84 de locuitori.